# Text especialitzat
Els textos especialitzats són les produccions lingüístiques que es generen en els àmbits especialitzats (científics, tècnics, professionals). En lingüística, però, no és fàcil determinar la noció de text especialitzat, com demostra el fet que trobem definicions i denominacions molt diverses al voltant d'aquest objecte d'estudi.

## Diversitat denominativa i pluralitat d'enfocaments
Des de la perspectiva dels estudis relacionats amb la variació lingüística, se sol parlar de llenguatge general per fer referència al conjunt de recursos que usen la majoria de parlants d'una llengua, i es reserva la denominació llenguatges d'especialitat per denominar el subconjunt de la llengua que s'utilitza com a instrument de comunicació formal i funcional entre especialistes d'una matèria determinada. Els llenguatges d'especialitat, doncs, es defineixen com una varietat funcional de la llengua, que està determinada fonamentalment per l'ús concret que en fa un parlant en una situació determinada (a diferència de les anomenades varietats dialectals o varietats lingüístiques “naturals”, que estan determinades per les característiques concretes dels parlants d'una llengua: geogràfiques, cronològiques, socials, individuals, etc.).
De fet, s'usen diverses denominacions per referir-se a aquest mateix concepte de llenguatges d'especialitat: llenguatges especialitzats, llenguatges especials, llenguatges amb propòsits específics. Pel que fa a les dues primeres denominacions, l'ús d'una o altra forma no sembla que tingui cap conseqüència teòrica ni metodològica, tot i que solen prioritzar-se les denominacions relacionades amb el concepte especialitat, més que no pas amb el concepte especial, l'ús del qual probablement respon a la influència de la forma anglesa Special Languages. Ara bé, en contrast amb aquests primers sintagmes, la denominació llenguatges amb propòsits específics (de l'anglès Languages for Specific Purposes o LSP), tot i que fa referència al mateix objecte d'estudi, indica clarament una conceptualització diferent i s'utilitza, fonamentalment, en l'àmbit de l'ensenyament d'idiomes.
Alguns especialistes consideren poc adequat parlar de llenguatges o llengües d'especialitat, perquè, en sentit estricte, indueix a pensar en codis complets, autònoms i diferenciats del que anomenem llenguatge general o comú. 